# Montecucco

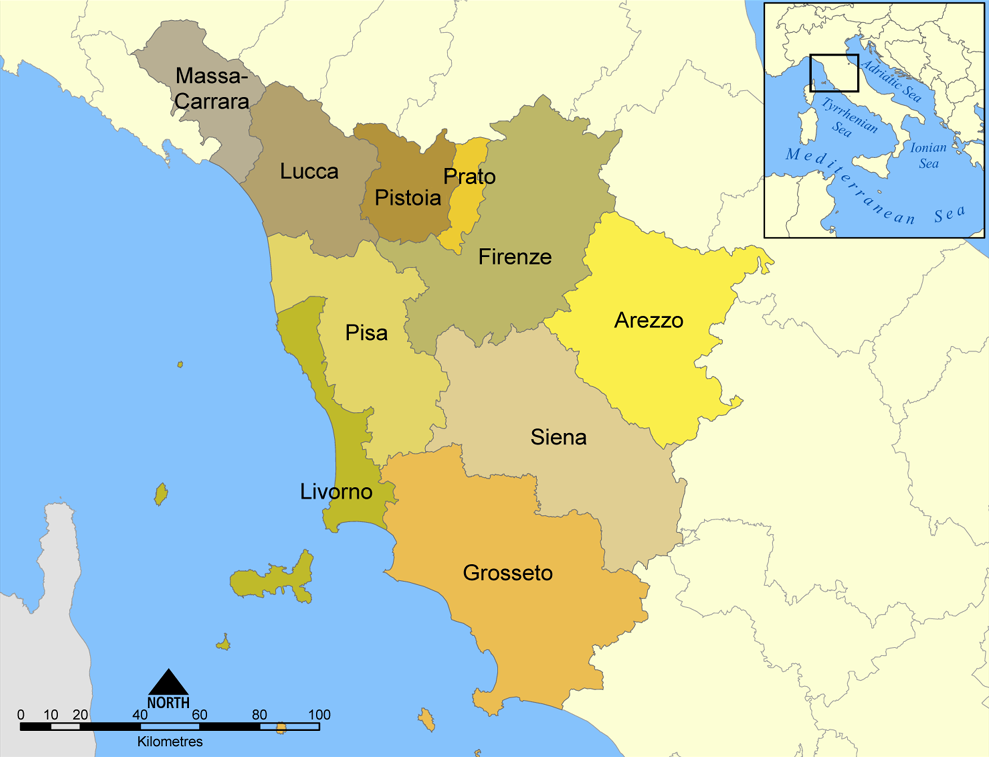
Lage der Provinz Grosseto in der Region Toskana

Montecucco ist ein Weinbaugebiet in der Maremma südlich von Montalcino (südliche Toskana, Italien). Seit dem 30. Juli 1998 genießt das Gebiet den Status einer Denominazione di origine controllata (kurz DOC), die am 7. März 2014 zuletzt aktualisiert wurde.

## Anbau
Zugelassene Rebflächen liegen in den Gemeinden Cinigiano (mit dem namensgebenden Ortsteil Monte Cucco), Civitella Paganico, Campagnatico, Castel del Piano, Arcidosso, Roccalbegna und Seggiano. Alle Gemeinden liegen in der Provinz Grosseto.
Im gleichen Gebiet wird auch der DOCG-Wein Montecucco Sangiovese hergestellt. (DOCG steht für „kontrollierte und garantierte Herkunft“.)

## Die Weintypen

### Montecucco Bianco DOC
Der Bianco wird aus Trebbiano Toscano (60–100 %) und anderen zugelassenen weißen Sorten (bis 40 %) erzeugt. Der strohgelbe Wein verfügt über einen Mindestalkoholgehalt von 11,5 Volumenprozent.

### Montecucco Vermentino DOC
Die reinsortigen weiße Weintype Vermentino muss aus zumindest 85 % der Sorte Vermentino gekeltert werden, die restlichen 15 % können zugelassene Sorten der gleichen Farbe sein. Der strohgelbe Wein verfügt über einen Mindestalkoholgehalt von 11,5 Volumenprozent.

### Montecucco Rosso DOC
Der Rosso wird aus Sangiovese (60–100 %) und anderen zugelassenen roten Sorten (bis 40 %) produziert. Der rubinrote Wein verfügt über einen Mindestalkoholgehalt von 12,0 Volumenprozent. Als Riserva muss der Alkoholgehalt bei mindestens 12,5 Volumenprozent liegen und der Wein muss mindestens 24 Monate beim Winzer reifen, 18 Monate davon im Holzfass und sechs Monate in der Flasche.

### Montecucco Sangiovese DOCG
Die reinsortigen rote Weintype Sangiovese muss aus zumindest 90 % der Sorte Sangiovese gekeltert werden, die restlichen 10 % können zugelassene Sorten der gleichen Farbe sein. Der rubinrote Wein verfügt über einen Mindestalkoholgehalt von 13,0 Volumenprozent. Als Riserva muss der Alkoholgehalt bei mindestens 13,5 Volumenprozent liegen und der Wein muss mindestens 30 Monate beim Winzer reifen, 24 Monate davon im Holzfass und sechs Monate in der Flasche.
Das italienische Landwirtschaftsministerium hat am 21. April 2011 dem Montecucco Sangiovese die Auszeichnung DOCG verliehen.